# 沼部村
沼部村（ぬまべむら）は、昭和29年（1954年）まで宮城県遠田郡の北西部に存在していた村。
現在の大崎市田尻沼部・田尻大沢・田尻小塩・田尻北小牛田・田尻桜田高野・田尻北高城にあたる。

## 沿革
- 明治22年（1889年）4月1日 - 町村制施行にともない、沼部村・大沢村・小塩村・北小牛田村・桜田高野村・北高城村の計6か村が合併して新制の沼部村が発足。
- 昭和29年（1954年）5月3日 - 田尻町・大貫村と合併し、新制の田尻町となる。

## 行政
- 歴代村長

| 代 | 氏名         | 就任                       | 退任                       | 備考 |
| -- | ------------ | -------------------------- | -------------------------- | ---- |
| 1  | 堀武衛門     | 明治22年（1889年）4月22日  | 明治24年（1891年）5月3日   |      |
| 2  | 加藤藤八     | 明治24年（1891年）5月24日  | 明治27年（1894年）5月3日   |      |
| 3  | 小畑吉左ェ門 | 明治27年（1894年）5月10日  | 明治27年（1894年）10月1日  |      |
| 4  | 加藤藤八     | 明治27年（1894年）10月1日  | 明治29年（1896年）5月22日  | 再任 |
| 5  | 加藤研蔵     | 明治29年（1896年）6月9日   | 明治31年（1898年）5月16日  |      |
| 6  | 加藤藤八     | 明治31年（1898年）12月21日 | 大正6年（1917年）6月17日   | 三任 |
| 7  | 篠沢門造     | 大正6年（1917年）6月22日   | 大正14年（1925年）8月16日  |      |
| 8  | 伊藤喜代之助 | 大正14年（1925年）8月22日  | 昭和4年（1929年）9月4日    |      |
| 9  | 篠沢門造     | 昭和4年（1929年）9月8日    | 昭和8年（1933年）9月7日    | 再任 |
| 10 | 佐々木源五郎 | 昭和8年（1933年）9月8日    | 昭和10年（1935年）2月14日  |      |
| 11 | 伊藤太蔵     | 昭和10年（1935年）3月19日  | 昭和14年（1939年）3月21日  |      |
| 12 | 篠沢門造     | 昭和14年（1939年）7月18日  | 昭和16年（1941年）8月20日  | 三任 |
| 13 | 安藤昌之進   | 昭和16年（1941年）8月29日  | 昭和18年（1943年）7月13日  |      |
| 14 | 伊藤隼人     | 昭和18年（1943年）8月2日   | 昭和18年（1943年）9月4日   |      |
| 15 | 加藤清人     | 昭和18年（1943年）10月1日  | 昭和21年（1946年）11月22日 |      |
| 16 | 只野直助     | 昭和22年（1947年）4月5日   | 昭和26年（1951年）3月31日  |      |
| 17 | 富田要治郎   | 昭和26年（1951年）4月23日  | 昭和29年（1954年）5月2日   |      |